# Acraea eugenia
Acraea eugenia is een vlinder uit de familie van de Nymphalidae. De wetenschappelijke naam van de soort is voor het eerst gepubliceerd in 1893 door Ferdinand Karsch.

## Verspreiding
De soort komt voor in Ghana (Volta), Togo, West-Nigeria, Kameroen, Equatoriaal Guinee, Gabon, Congo Kinshasa, Oeganda, Burundi en Angola.

## Habitat
Het habitat bestaat uit savannes met struikgewas, in de nabijheid van bossen.

## Ondersoorten
- Acraea eugenia eugenia Karsch, 1893 (Volta in Ghana, Togo, West-Nigeria)
- Acraea eugenia ochreata Grünberg, 1910 (Kameroen, Equatoriaal Guinee, Gabon, Congo Kinshasa, Oeganda, Burundi, Angola)